# 黄浦剧场

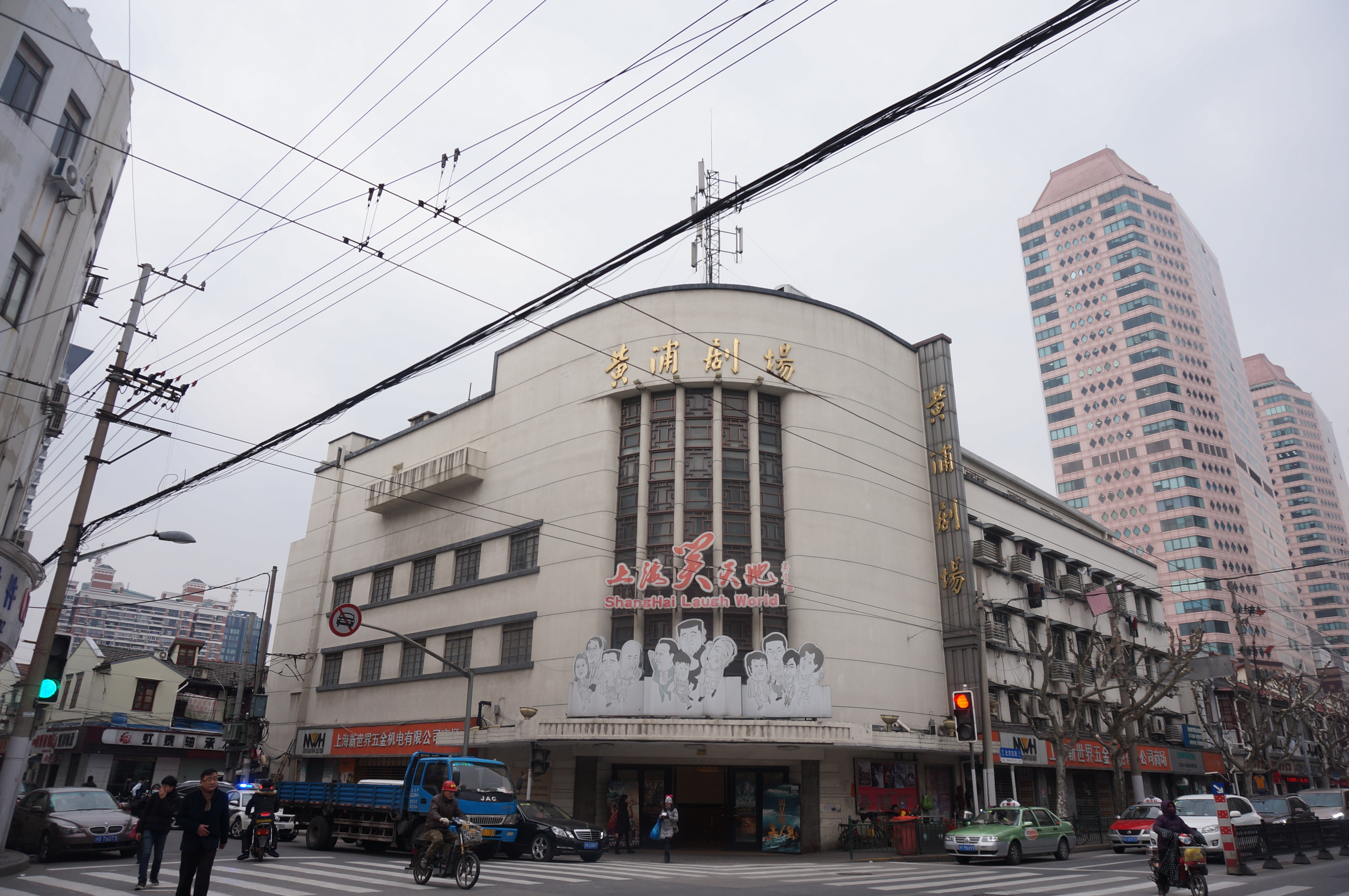
黄浦剧场

黄浦剧场原称金城大戏院，位于上海市黄浦区北京东路780号，是一座历史悠久的剧场。

## 剧场简介
黄浦剧场最早名为金城大戏院，始建于1933年。剧场中曾首映了《渔光曲》、《风云儿女》、《人生》、《桃李劫》、《都市風光》等左翼影片:233-313，被誉为“国片之宫”。1935年5月24日首映了著名影片《风云儿女》，作为主题曲的《义勇军进行曲》迅速传播，其作曲者聂耳的追悼会的也于1935年在金城大戏院举行。

## 爱国主义教育基地
剧场内有“国歌由此唱出”爱国主义教育基地，面积约400平方米，有四个展厅，分别是序厅、国歌起源、国歌唱响、国歌与黄浦剧场。在教育基地中，展出有不少史料、照片、实物、浮雕塑像，并辅助以多媒体向游客介绍剧场的发展和国歌诞生的历史，教育基地于2009年成为上海市爱国主义教育基地。

## 参观信息
- 开放时间：周一至周五 上午9:00-11:30 下午13:00-16:00
- 公交交通：15、18、19、21、37、64轨道交通1、2、8号线（人民广场站）